# Théâtre d'Art
Il Théâtre d'Art è stato un teatro fondato da Paul Fort nel 1889, il quale fu la prima espressione del teatro simbolista in Francia. Fu un teatro idealista che volle riportare il testo al centro della rappresentazione teatrale. Le sue caratteristiche essenziali erano un decoro semplice, che serviva da pretesto al sogno, e la ricerca di una dizione artificiale e musicale, in cui il silenzio sottolineasse il potere evocativo della parola.
All'inizio Fort e la sua compagnia cercarono di mettere in scena testi poetici tratti da Percy Bysshe Shelley, Stéphane Mallarmé, Paul Verlaine e Jules Laforgue. In seguito vennero rappresentati prevalentemente i drammi di Maurice Maeterlinck, tra cui:
- La Princesse Madeleine
- L'Intruse
- Les Aveugles
- Pelléas et Mélisande

Proprio il successo ottenuto dalla messa in scena di quest'ultima opera spinse Lugné-Poe, attore della compagnia che era stato regista presso Paul Fort, a fondare il Théâtre de l'Œuvre nel 1893.